# Purmo (przedsiębiorstwo)
Purmo – marka fińskiego koncernu Rettig ICC.
Firma powstała w roku 1952, w miejscowości Purmo, stąd nazwa marki. 
Pod marką Purmo w Polsce sprzedawane są  grzejniki płytowe, łazienkowe, dekoracyjne, kolumnowe, kanałowe, elektryczne oraz ogrzewanie podłogowe i system rurowy HKS.
Aktualnie koncern  jest największym producentem grzejników płytowych w Europie.  
Firma posiada swoje fabryki w Polsce w Rybniku oraz Wałczu, Niemczech, Belgii, Francji, Szwecji, Chinach